# Emiljano Vila
Emiljano Vila (ur. 12 marca 1988 w Durrës) – albański piłkarz grający na pozycji ofensywnego pomocnika w Partizani Tirana.

## Kariera klubowa
Vila rozpoczął karierę w 2006 w klubie ze swojego miasta, Teucie Durrës. Zadebiutował 26 listopada 2006 z Partizani Tirana. Wszedł w 77. minucie meczu za Bledara Mançaku. Pierwszego gola zdobył w ósmym występie dla tej drużyny – 10 marca 2007 w wygranym 3:0 meczu z Luftëtari Gjirokastër. 19 czerwca 2009 podpisał kontrakt z Dinamem Zagrzeb, z którego został później wypożyczony do Lokomotiwy Zagrzeb, a później do Dinama Tirana, w którym grał do 2011. 30 czerwca 2011 przeszedł badania w PAS Janina, a następnego dnia podpisał kontrakt z tym zespołem. W sierpniu 2014 podpisał roczny kontrakt z Partizani Tirana z możliwością przedłużenia o kolejny rok. We wrześniu 2015 trafił do İnteru Baku. W styczniu 2016 wrócił do Partizani Tirana.

## Kariera reprezentacyjna
Vila zadebiutował w reprezentacji Albanii 9 września 2009 w meczu grupy A eliminacji do mistrzostw świata w 2010 z Danią zremisowanym 1:1.